# Nagravision
Nagravision je firma u vlasništvu Kudelski Group koja proizvodi CAM (condition access modul) uređaje za kabelsku i satelitsku televiziju. To je i ime njihovog glavnog proizvoda, Nagravision sustava za kodiranje.
Nagravision sustav kodiranja potječe još iz doba analogne satelitske televizije, iz 1990.-ih. U to vrijeme je bio među prvim široko korištenim sustavima kodiranja koji su bili razbijeni od strane hakera.
U vremenu digitalne satelitske televizije govorimo o 3 generacije Nagravision kodiranja:
- Nagravision 1 sustav kodiranja je odavno napušten.

- Nagravision 2 sustav kodiranja je napušten zbog hakiranja (kao i Nagravision 1), a ostatak satelitskih paketa je prešao (ili će preći) na najnoviji sustav Nagravision kodiranja. Bio je ugrađen u mnoge satelitske prijemnike u obliku emulatora i tako je bilo omogućeno neovlašteno gledanje kodiranih satelitskih programa. Pokušaji da se ovaj sustav spasi (softverskim nadogradnjama, promjenom algoritma kodiranja, zamjenom kartica) nisu urodili plodom, te je (kao i Nagravision 1) otišao u povijest.

- Nagravision 3 sustav kodiranja je trenutačno u uporabi, za sada siguran od neovlaštenog korištenja.

Uređaj za dekodiranje se najčešće nalazi u samom satelitskom prijemniku (koji se često dobiva od satelitskog operatera, i u njegovom je vlasništvu), i umetanjem pretplatničke kartice u uređaj se omogućava gledanje kodiranog satelitskog programa. 
Kao i kod mnogih drugih sustava kodiranja, i Nagravision je počeo s tzv. uparivanjem pretplatničkih kartica sa satelitskim prijemnikom. Uparivanjem kartice se onemogućava korištenje te iste kartice u bilo kojem satelitskom prijemniku osim onom s kojim je uparena, a sve kako bi se što više otežalo neovlašteno gledanje satelitskih programa.
Dio poznatih satelitskih paketa koji kodiraju program u Nagravision sustavu su:
- filipinski Dream Satellite (koristi Nagravision 3)
- poljski Polsat (koristi Nagravision 3)
- španjolski Digital+ (koristi Nagravision 3)
- portugalski TV Cabo (koristi Nagravision 3)
- njemački Sky Deutschland (koristi Nagravision 3)
- rumunjski RCS DigiTV (u prelasku na Nagravision 3)
- američki Dish Network (koristi Nagravision 3)
- španjolski Chello Multicanal (koristi Nagravision 3)

## Vanjske poveznice
- Službena Nagravision stranica  Arhivirana inačica izvorne stranice od 29. kolovoza 2012. (Wayback Machine)
- Službena stranica Kudelski group